# 大阪薰英女子短期大学
大阪薰英女子短期大学（日语：／ Osaka Kun-ei Joshi Tanki Daigaku *），简称薰英短大，是过去一所位于日本大阪府摄津市的私立短期大学。

## 概要

### 简介
- 学校最早可以追溯到1931年[1][2]。短期大学为于1966年开办[2]、由学校法人薰英学园经营[3]。招生到于2011年、停办于2013年[2]「敬」「信」「爱」为建学精神[4]。

### 历史
- 1966年 薰英女子短期大学成立并同时设置一个学科即家政科[2]。
- 1967年 儿童教育科成立。家政科分离为两个专攻、以下列举[3][2]。
  - 家政专攻
  - 食物营养专攻
- 1967年 今年12月改校名为大阪薰英女子短期大学[3][2]。
- 1976年 学科和专攻改名为、以下列举[3][2]。
  - 家政科→家政学科
  - 儿童教育科改名为儿童教育学科且分离为两个专攻、以下列举[3][2]。
    - 初等教育专攻（以后招生到于2006年、停办于2008年）
    - 幼儿教育专攻
- 1995年 家政学科改名为生活科学科、家政专攻改名为生活科学专攻（以后招生到于2000年、停办于2003年）[3][2]。
- 1998年 生活福利专攻成立于生活科学科（但招生到于2004年、停办于2006年[3]）。
- 2011年 最后一年招生、次年停止招生[2]。2013年12月正式停办。

### 宪章
- 请参看大阪薰英女子短期大学的标志（页面存档备份，存于） （日語） 2014年5月24日阅览。

## 学校环境
- 校区：在了大阪府摄津市

## 历任校长
- 小川静枝：第一代短期大学校长[5]。
- 齐藤公男：最后短期大学校长[3]

## 组织

### 学科
- 健康营养学科
- 儿童教育学科

### 前学科
| - 生活科学科 - 生活科学专攻 - 食物营养专攻 - 生活福利专攻 - 儿童教育学科 - 初等教育专攻 - 幼儿教育专攻 |

### 专科
| - 没有 |

### 业余课程
| - 没有 |

## 知名校友
- 山本量子：女无线电演员
- 堀部涼子：篮球运动员
- 岩村裕美：篮球运动员
- 北川智奈美：篮球运动员
- 桥本和子：篮球运动员
- 川原麻耶：篮球运动员

## 相关链接
- 日本短期大学列表